# Behnaz Jafari
Behnaz Jafari (persiska: بهناز جعفری), född 1974, är en iransk skådespelerska.

## Biografi
Behnaz Jafari har en examen i litteratur från Islamic Azad University. Hon vann Crystal Simorgh för bästa skådespelerska för sin roll i A House Built on Water.

## Filmografi
- 2019 - Tehran: City of Love
- 2018 - 3 Faces
- 2017 - Wander about me
- 2017 - The Girl's House[1]
- 2012 - A Respected Family
- 2011 - Havalie Otoban
- 2010-2011 Mokhtarnameh (TV-series) as Marieh
- 2010 Beetle (Soosk) (short) as Marjan
- 2008 Zamani baraye doust dashtan
- 2008 - Shirin as Herself
- 2006 The Gaze
- 2006 From Afar as Mehran's Wife
- 2005 Chand tare mu
- 2005 Wake Up, Arezu!
- 2004 Kandaloos Gardens
- 2003 Tehran 7:00 a.m.
- 2003 A House Built on Water
- 2002 Negin as Laleh
- 2001 Ab va Atash as Seema
- 2000 Blackboards as Halaleh
- 1999 Eshghe Taher
- 1995 Rossari Abi

## Priser
- Crystal Simorgh för bästa skådespelerska för sin roll i ett hus byggt på vatten
- Hedersdiplom för bästa skådespelerska från den 30:e Fajr International Film Festival för sin roll i Presidentens Mobile
- Den bästa skådespelerskan från den fjärde Jam-Jam TV-filmfestivalen